# Priča (film, 1985)
Priča (angleško Witness) je ameriški neonoir kriminalni filmski triler iz leta 1985, ki ga je režiral Peter Weir. V glavnih vlogah nastopajo Harrison Ford, Kelly McGillis in Lukas Haas, v stranskih vlogah pa Jan Rubeš, Danny Glover, Josef Sommer, Alexander Godunov, Patti LuPone in Viggo Mortensen. Scenarij, ki so ga napisali William Kelley, Pamela Wallace in Earl W. Wallace, se osredotoča na detektiva Johna Booka (Ford), ki poskuša zaščititi amiškega dečka Samuela (Haas). V nevarnosti se znajde, ker je bil priča umora v Filadelfiji.
Film je bil premierno prikazan 8. februarja 1985 in se je izkazal tako za finančno uspešnega z več kot 68 milijona USD prihodkov ob 12-milijonskem proračunu, kot tudi dobro ocenjenega s strani kritikov. Na 58. podelitvi je bil nominiran za oskarja v osmih kategorijah, tudi za najboljši film in najboljšega igralca (Ford), osvojil pa nagradi za najboljši izvirni scenarij in montažo. Nominiran je bil tudi za sedem nagrad BAFTA, osvojil je nagrado za najboljšo filmsko glasbo (Maurice Jarre), in šest zlatih globusov.

## Vloge
- Harrison Ford kot det. John Book
- Kelly McGillis kot Rachel Lapp
- Lukas Haas kot Samuel Lapp
- Jan Rubeš kot Eli Lapp
- Josef Sommer kot načelnik Paul Schaeffer
- Alexander Godunov kot Daniel Hochleitner
- Danny Glover kot por. James McFee
- Brent Jennings kot det. nar. Elton Carter
- Patti LuPone kot Elaine
- Angus MacInnes kot det. nar. Leon »Fergie« Ferguson
- Viggo Mortensen kot Moses Hochleitner
- Frederick Rolf kot Stoltzfus
- John Garson kot škof Tchantz
- Ed Crowley kot šetif Krueger
- Timothy Carhart kot det. Ian Zenovich
- Beverly May kot ga. Yoder
- Richard Chaves kot det. Sykes
- Robert Earl Jones kot Harry
- Sylvia Kauders kot turist